# کامپیوتر اسپیس
کامپیوتر اسپیس (انگلیسی: Computer Space) یک بازی ویدئویی در سبک شوتم آپ است که توسط Nutting Associates و در پلت‌فرم بازی آرکید در سال ۱۹۷۱ منتشر شده‌است.
این بازی ویدئویی توسط نولان باشنل و تد دبنی در همکاری با شرکت مهندسی سیزیا ایجاد و ساخته شد، این اولین بازی ویدئویی و همچنین اولین بازی ویدئویی موجود در بازار بود.